# ميخائيل (لاعب كرة قدم)
ميخائيل هو لاعب كرة قدم برازيلي، ولد في 27 مايو 1999.